# Crkva sv. Nikole u Lijevom Dubrovčaku
Crkva sv. Nikole u Lijevom Dubrovčaku je rimokatolička crkva u mjestu Lijevi Dubrovčak, općina Ivanić-Grad, zaštićeno kulturno dobro.

## Opis dobra
Župna crkva sv. Nikole nalazi se u naselju Lijevi Dubrovčak, nedaleko od rijeke Save, okružena travnatim površinama. Sagrađena je oko 1800. godine. Riječ je o tipu crkve koja pripada "Sladkogorskoj skupini" s potisnutim bočnim zidovima lađe, sa svođenim triumfalnim lukom na prijelazu u svetište i istim takvim međuprostorom na početku lađe. Na ovaj centralni dominantni prostor, svođen češkim svodom, nadovezuje se svetište apsidalnog zaključka. Glavno pročelje ima zvonik koji izrasta iz središnjeg dijela zabatnog zaključka. Crkva sv. Nikole zakašnjeli je primjer baroknog četverolisnog tipa crkve svakako značajan u pregledu barokne arhitekture kontinentalne Hrvatske.

## Zaštita
Pod oznakom Z-1573 zavedena je kao nepokretno kulturno dobro - pojedinačno, pravna statusa zaštićena kulturnog dobra, klasificirano kao "sakralna graditeljska baština".